# Tewkesbury
|  | Per a altres significats, vegeu «Tewksbury». |

Tewkesbury és un poble i parròquia civil del districte de Tewkesbury, Gloucestershire, Anglaterra. Té una població de 20.768 habitants i districte de 88.589. Al Domesday Book (1086) està escrit amb la forma Tedechesberie/Teodechesberie/Teodeckesberie.